# Proziaki

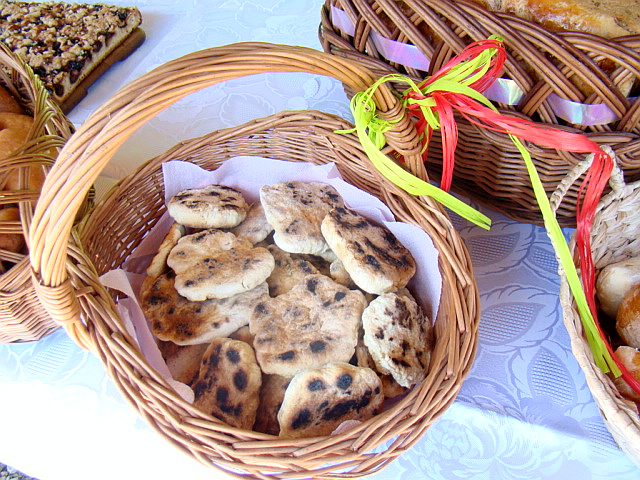
Polskie proziaki

Proziaki, chleb sodowy – placki mączne z dodatkiem "prozy" (sody oczyszczonej) pochodzące z Podkarpacia, znane w kuchni lasowiackiej oraz w innych częściach Polski.

## Wykonanie
Proziaki składają się z mąki pszennej lub pszenno-żytniej, jajek, kwaśnej śmietany, wody, soli oraz sody oczyszczonej. Pieczone są na blasze tradycyjnych kuchni kaflowych opalanych drewnem. Ich kształt może być okrągły (średnica około 6-10 cm, grubość około 1,5 cm) lub czworokątny. Ze względu na zanik kuchni z blatem żeliwnym, piecze się je również na patelni z odrobiną tłuszczu lub smalcu (jak przy smażeniu naleśników). Mogą być wyrabiane na słodko, gdy do ciasta doda się cukier.
W różnych wsiach Podkarpacia gospodynie urozmaicały je dodając do ciasta także maślankę, ser, czy więcej masła. Proziaki były podawane ze świeżym masłem, białym serem lub marmoladą, a popijane najczęściej zimnym słodkim mlekiem.